# Liste des ministres français des Cultes
Cet article présente une liste des ministres français des Cultes depuis le Premier Empire jusqu'à la Troisième République (1804-1912). Le ministère des Cultes est créé en 1804 ; il est chargé des relations de l’État français avec les religions présentes sur son territoire. 

## Premier Empire
- 11 juillet 1804 - 25 août 1807 : Jean Étienne Marie Portalis
- 25 août 1807 - 4 janvier 1808 : Joseph Marie Portalis (par intérim)
- 4 janvier 1808 -  1er avril 1814 : Félix Julien Jean Bigot de Préameneu

## Restauration
- 26 août 1824 -  3 mars 1828 : Denis Frayssinous
- 3 mars 1828 -  8 août 1829 : François Jean Hyacinthe Feutrier
- 8 août 1829 - 18 novembre 1829 : Guillaume Isidore de Montbel
- 18 novembre 1829 - 31 juillet 1830 : Martial de Guernon-Ranville

## Monarchie de Juillet
- 11 août 1830 -  2 novembre 1830 : Victor, duc de Broglie
- 2 novembre 1830 - 27 novembre 1830 : Joseph Mérilhou
- 27 novembre 1830 - 13 mars 1831 : Félix Barthe
- 13 mars 1831 - 30 avril 1832 : Camille de Montalivet
- 30 avril 1832 - 11 octobre 1832 : Amédée Girod de l'Ain
- 31 décembre 1832 -  4 avril 1834 : Antoine Maurice Apollinaire d'Argout
- 4 avril 1834 - 22 février 1836 : Jean-Charles Persil
- 22 février 1836 -  6 septembre 1836 : Paul Jean Pierre Sauzet
- 6 septembre 1836 - 15 avril 1837 : Jean-Charles Persil
- 15 avril 1837 - 31 mars 1839 : Félix Barthe
- 31 mars 1839 - 12 mai 1839 : Amédée Girod de l'Ain
- 12 mai 1839 -  1er mars 1840 : Jean-Baptiste Teste
- 1er mars 1840 - 29 octobre 1840 : Alexandre-François Vivien
- 29 octobre 1840 - 12 mars 1847 : Nicolas Martin du Nord
- 14 mars 1847 - 24 février 1848 : Michel Hébert

## Deuxième République
- 24 février 1848 - 11 mai 1848 : Hippolyte Carnot
- 11 mai 1848 - 28 juin 1848 : Eugène Bethmont
- 28 juin 1848 -  5 juillet 1848 : Hippolyte Carnot
- 5 juillet 1848 - 13 octobre 1848 : Achille Tenaille de Vaulabelle
- 13 octobre 1848 - 20 décembre 1848 : Alexandre Pierre Freslon
- 20 décembre 1848 - 31 octobre 1849 : Alfred de Falloux
- 31 octobre 1849 - 24 janvier 1851 : Félix Esquirou de Parieu
- 24 janvier 1851 - 10 avril 1851 : Charles Giraud
- 10 avril 1851 - 26 octobre 1851 : Marie Jean Pierre Pie Frédéric Dombidau de Crouseilhes
- 26 octobre 1851 -  3 décembre 1851 : Charles Giraud

## Second Empire
- 3 décembre 1851 -  7 juin 1856 : Hippolyte Fortoul
- 13 août 1856 - 23 juin 1863 : Gustave Rouland
- 23 juin 1863 - 17 juillet 1869 : Pierre Jules Baroche
- 17 juillet 1869 -  2 janvier 1870 : Jean-Baptiste Duvergier
- 2 janvier 1870 - 10 août 1870 : Émile Ollivier
- 10 août 1870 -  4 septembre 1870 : Michel Grandperret

## Troisième République
- 5 septembre 1870 - 17 mai 1873 : Jules Simon
- 18 mai 1873 - 25 mai 1873 : Oscar Bardi de Fourtou
- 25 mai 1873 - 26 novembre 1873 : Anselme Batbie
- 26 novembre 1873 - 22 mai 1874 : Oscar Bardi de Fourtou
- 22 mai 1874 - 10 mars 1875 : Arthur de Cumont
- 10 mars 1875 -  9 mars 1876 : Henri Wallon
- 12 décembre 1876 - 17 mai 1877 : Louis Martel
- 17 mai 1877 - 23 novembre 1877 : Joseph Brunet
- 23 novembre 1877 - 13 décembre 1877 : Hervé Faye
- 13 décembre 1877 -  4 février 1879 : Agénor Bardoux
- 4 février 1879 -  4 mars 1879 : Émile de Marcère
- 4 mars 1879 - 17 mai 1880 : Charles Lepère
- 17 mai 1880 - 14 novembre 1881 : Ernest Constans
- 14 novembre 1881 - 30 janvier 1882 : Paul Bert
- 30 janvier 1882 -  7 août 1882 : Gustave Humbert
- 7 août 1882 - 13 septembre 1882 : Paul Devès
- 13 septembre 1882 - 21 février 1883 : Armand Fallières
- 21 février 1883 - 27 février 1883 : Pierre Waldeck-Rousseau
- 27 février 1883 -  6 avril 1885 : Félix Martin-Feuillée
- 6 avril 1885 - 30 mai 1887 : René Goblet
- 30 mai 1887 - 12 décembre 1887 : Eugène Spuller
- 12 décembre 1887 -  3 avril 1888 : Léopold Faye
- 3 avril 1888 -  5 février 1889 : Jean-Baptiste Ferrouillat
- 5 février 1889 - 22 février 1889 : Jean François Edmond Guyot Dessaigne
- 22 février 1889 - 17 mars 1890 : François Thévenet
- 17 mars 1890 - 27 février 1892 : Armand Fallières
- 27 février 1892 - 6 décembre 1892 : Louis Ricard
- 6 décembre 1892 - 4 avril 1893 : Charles Dupuy
- 4 avril 1893 -  3 décembre 1893 : Raymond Poincaré
- 3 décembre 1893 - 30 mai 1894 : Eugène Spuller
- 30 mai 1894 - 26 janvier 1895 : Charles Dupuy
- 26 janvier 1895 - 1er novembre 1895 : Raymond Poincaré
- 1er novembre 1895 - 29 avril 1896 : Émile Combes
- 29 avril 1896 - 26 septembre 1896 : Alfred Rambaud
- 26 septembre 1896 -  1er décembre 1897 : Jean-Baptiste Darlan
- 2 décembre 1897 - 28 juin 1898 : Victor Milliard
- 28 juin 1898 -  1er novembre 1898 : Ferdinand Sarrien
- 1er novembre 1898 - 22 juin 1899 : Charles Dupuy
- 22 juin 1899 -  7 juin 1902 : Pierre Waldeck-Rousseau
- 7 juin 1902 - 24 janvier 1905 : Émile Combes
- 24 janvier 1905 - 14 mars 1906 : Jean Bienvenu-Martin
- 14 mars 1906 -  2 mars 1911 : Aristide Briand
- 2 mars 1911 - 27 juin 1911 : Ernest Monis
- 27 juin 1911 - 14 janvier 1912 : Joseph Caillaux